# 盂県 (太原市)
盂県（う-けん）は中華人民共和国山西省にかつて存在した県。現在の太原市陽曲県北東部に相当する。
春秋時代、晋により設置された。528年（永安元年）、北魏により廃止された。